# Międzynarodowy Festiwal Filmowy w Mannheim i Heidelbergu
Międzynarodowy Festiwal Filmowy w Mannheim i Heidelbergu (niem. Internationales Filmfestival Mannheim-Heidelberg) – coroczny festiwal filmowy organizowany wspólnie przez miasta Mannheim i Heidelberg w Badenii-Wirtembergii. Pierwsza edycja festiwalu odbyła się w 1952 w Mannheim, a od 1994 organizują go oba miasta.
Pierwotnie festiwal w Mannheim nagradzał jedynie filmy dokumentalne i krótkometrażowe, lecz od 1961 w konkursie głównym znalazły się także pełnometrażowe filmy fabularne. Festiwalowe jury znane były z odkrycia takich autorów filmowych jak François Truffaut, Rainer Werner Fassbinder, Krzysztof Kieślowski, Jim Jarmusch, Atom Egoyan.